# АЭС Джентилли
АЭС «Джентилли» или «Жантийи» (англ. Gentilly Nuclear Generating Station) — закрытая атомная электростанция на юго-востоке Канады.
АЭС расположена на берегу реки Святого Лаврентия близ города Беканкур в провинции Квебек в 120 км на юго-запад от города Квебек.
Первый реактор типа CANDU-BWR проработал в период с 1971 по 1977 годы. Недолгий срок работы обусловлен частыми техническими неполадками этого типа реакторов. В то же время шло строительство второго реактора на станции Джентилли другого типа — CANDU-6, который проработал с 1982 по 2012 годы. Мощность первого реактора составляла 250 МВт, второго — 675 МВт.
В 1970-е годы на станции планировалась постройка третьего реактора, также типа CANDU-6, однако из-за падения спроса на электроэнергию от этих планов было решено отказаться.
В августе 2008 года Hydro-Québec приняла решение о модернизации энергоблока № 2 как альтернативе окончательной остановке реактора в 2011 году. Компания планировала продлить срок службы энергоблока до 2040 года, стоимость проекта оценивалась в 1,9 млрд канадских долларов. Согласно первоначальному графику, проектно-конструкторские работы и поставки оборудования должны были начаться в 2008 году, строительно-монтажные работы — в 2011 году. Сроком возобновления работы энергоблока был определен 2012 год. В феврале 2009 года был подписан контракт с GE Energy на модернизацию «турбинного острова».
Тем не менее, под давлением общественности после Фукусимских событий 2011 года, 28 декабря 2012 года было официально объявлено о закрытии второго энергоблока.

## Информация об энергоблоках
| Энергоблок  | Тип реакторов      | Мощность | Мощность | Начало строительства | Физпуск    | Подключение к сети | Ввод в эксплуатацию | Закрытие   |
| Энергоблок  | Тип реакторов      | Чистый   | Брутто   | Начало строительства | Физпуск    | Подключение к сети | Ввод в эксплуатацию | Закрытие   |
| ----------- | ------------------ | -------- | -------- | -------------------- | ---------- | ------------------ | ------------------- | ---------- |
| Джентилли-1 | HWLWR, HW BLWR 250 | 250 МВт  | 266 МВт  | 01.09.1966           | 12.11.1970 | 05.04.1971         | 01.05.1972          | 01.06.1977 |
| Джентилли-2 | PHWR, CANDU 6      | 635 МВт  | 675 МВт  | 01.04.1974           | 11.09.1982 | 04.12.1982         | 01.10.1983          | 28.12.2012 |